# Equipo de Copa Billie Jean King de Colombia
El Equipo colombiano de Copa Billie Jean King es el representativo de Colombia en la máxima competición internacional a nivel de naciones del tenis femenino y es gobernado por la Federación Colombiana de Tenis.
Participa en el campeonato desde 1972, con sólo dos participaciones en el Grupo Mundial, la más reciente en 2003. Su mejor resultado fue llegar a la primera ronda del Grupo Mundial en la Fed Cup 2003.

## Equipo

### 2012
- Catalina Castaño
- Mariana Duque
- Yuliana Lizarazo